# Fagotconcert
Een fagotconcert is een concert voor solo fagot en orkest of kamerorkest. Een variant is een contrafagotconcert.

## Barok
- Michel Corrette, Concert in D majeur Le Phénix voor vier fagotten en continuo
- Johann Friedrich Fasch, Concert in C majeur
- Caspar Förster, Concert
- Johann Gottlieb Graun,  Concert in C majeur
- Christoph Graupner, Vier fagotoncerten
- Johann Wilhelm Hertel, Fagotconcerten in a Mineur, Bes majeur en Es majeur
- Franz Horneck, Concert in Es majeur

- František Jiránek, Fagotconcerten in g mineur en F majeur
- Antonín Jiránek, Vier fagotconcerten
- Henrik Philip Johnsen, Concert voor twee fagotten in F majeur (1751)
- Johann Melchior Molter, Vier fagotconcerten
- Antonín Reichenauer, Drie fagotconcerten in C majeur, F majeur en g mineur
- Antonio Vivaldi, 37 Fagotconcerten, RV 466-504 (RV 468 en 482 onvoltooid)

## Klassiek
- Johann Christian Bach, Twee fagotconcerten in Es majeur (W C82) en Bes majeur (W C83)
- Capel Bond, Fagotconcert nr. 6 in Bes majeur (1766)
- Bernhard Henrik Crusell, Fagotconcertino in Bes majeur
- Franz Danzi, Vier fagotconcerten in F majeur (2x), C majeur en g mineur
- François Devienne, Vijf fagotconcerten
- Luigi Gatti, Fagotconcert in F majeur
- Johann Wilhelm Hertel, Fagotconcert in Es majeur en a mineur
- Johann Nepomuk Hummel, Fagotconcert in F majeur
- Leopold Kozeluch, Twee fagotconcerten in Bes majeur en C majeur
- Gustav Heinrich Kummer, Fagotconcert in F majeur

- Wolfgang Amadeus Mozart, Fagotconcert (1774)
- Johann Baptist Georg Neruda, Concert in C majeur
- Ignaz Joseph Pleyel, Concert in Bes majeur B.107
- Johann Heinrich Christian Rinck, Concert
- Antonio Rosetti, Fagotconcerten (C69, C73-C75)
- Theodor von Schacht, Concert
- Carl Stamitz, Fagotconcert in F majeur
- Johann Baptist Wanhal, Fagotconcert in C majeur, Concert voor twee fagotten en orkest
- Anselm Viola, Fagotconcert in F majeur (1791)
- Johann Christoph Vogel, Fagotconcert in C majeur

## Romantiek
- Ferdinand David, Concertino, Op. 12 (1838)
- Édouard Du Puy, Concert in c mineur
- Johann Nepomuk Fuchs, Concert in Bes majeur
- Peter Josef von Lindpaintner, Fagotconcert in F majeur Op. 44

- Ludwig Milde, Concert in a mineur
- Gioachino Rossini, Fagotconcert (toegeschreven aan Rossini, maar geen zekerheid)
- Carl Maria von Weber, Fagotconcert in F majeur (1811)
- Ermanno Wolf-Ferrari, Suite-concertino in F majeur, Op. 16 (1932)

## 20e eeuw
- Dieter Acker, Concert (1979)
- Murray Adaskin, Concert (1960)
- Andreas Aigmüller, Concert, Op. 69 (1995)
- Raffaele d'Alessandro, Concert, Op. 75 (1956)
- David Amram, Concert (1970)
- Jurriaan Andriessen, Concertino voor fagot en dubbel blaaskwintet (1962)
- Allyson Applebaum, Concert (1995)
- Tony Aubin, Concert della Brughiera (1965)
- Conrad Baden, Concert, Op. 126 (1980)
- Henk Badings, Dubbelconcert voor fagot en contrafagot (1964)
- Andrei Balanchivadze, Concertino (1969)
- Larry Bell, Concert, Op. 45 The Sentimental Muse (1997)
- Alain Bernaud, Concertino da Camera (1962; voltooid 2012)
- Umberto Bertoni, Concert (1954)
- Bernard van Beurden, Concert voor fagot en blaasensemble
- Judith Bingham, Concert (1998)
- Marcel Bitsch, Concertino voor fagot en orkest (1948)
- Alexander Blechinger, Concert, Op. 111
- Daniel Börtz, Concert voor fagot en band (1978–79)
- Eugène Bozza, Concertino voor fagot en kamerorkest, Op. 49 (1946)
- Colin Brumby, Concert
- Victor Bruns, Vier fagotconcerten, Op. 5 (1933), Op. 15 (1946), Op. 41 (1966) en Op. 83 (1986), en Contrafagotconcert, Op. 98 (1992)
- Glen Buhr, Concert (1996)
- Henri Büsser, Concertino, Op. 80
- Frits Celis, Concertino, Op. 38 voor fagot, viool, altviool en cello (1992)
- André Chini, Goëlette de jade Concert voor fagot en strijkorkest (1999-2000)
- Wilson Coker, Concertino voor fagot en strijktrio (1959)
- Dinos Constantinides, Concert, LRC 154a
- Andrzej Dobrowolski, Concert (1953)
- Franco Donatoni, Concert (1952)
- Pierre Max Dubois, Concert Ironico (1968)
- Sophie Carmen Eckhardt-Gramatté, Trippelconcert voor trompet, klarinet, fagot, strijkers en pauken, E. 123 (1949), Concert for Fagot en Orkest, E. 124/125 (1950)
- Helmut Eder, Concert, Op. 49
- Anders Eliasson, Concert (1982)
- John Fairlie, Concert
- Jindřich Feld, Concert (1953)
- John Fernström, Concert, Op. 80 (1945)
- Eric Fogg, Concert (1931)
- Bjørn Fongaard, Concert voor fagot en orkest, Op. 120, No. 12; Concert voor fagot en tape, Op. 131, No. 10
- Jean Françaix, Divertissement voor fagot en strijkorkest (1942), Concert voor fagot en 11 Strijkinstrumenten (1979)
- Stephen Frost, Concert (1999, rev. 2004)
- Anis Fuleihan, Concertino (1965)
- René Gerber, Concert (1935–39)
- Suzanne Giraud, Concert Crier vers l'horizon (1991)
- Launy Grøndahl, Concert (1942)
- Sofia Goebaidoelina, Concert voor fagot en lage strijkinstrumenten (1975)
- Bernhard Heiden, Concert (1990)
- Jacques Hétu, Concert (1979)
- Frigyes Hidas, Concert voor fagot en blaasensemble (1999)
- Paul Hindemith, Concert voor fagot en trompet (1949)
- Peter Hope, Concertino
- Bertold Hummel, Concert, Op. 27b (1964/92)
- Gordon Jacob, Concert (1947)
- André Jolivet, Concert voor fagot, strijkorkest, harp en piano (1951)
- John Joubert, Concert, Op. 77 (1973)
- Ernest Kanitz, Concert (1962)
- Yuri Kasparov, Concert (1996)
- Manfred Kelkel, Concert, Op. 13 (1965)
- Ramaz Kemularia, Concert (1969)
- Carson Kievman, Concert voor fagot en percussie-ensemble (1973)(met brandweersirenes!)

- Lev Knipper, Dubbelconcert voor trompet en fagot (1968), Concert voor fagot en strijkinstrumenten (1970)
- Rudolf Komorous, Kamerconcert (1995)
- Nikolai Korndorf, Concert Pastorale (1971)
- Uroš Krek, Concert
- Hubert Kross, Concert voor vier fagotten en orkest (1987)
- Shin’ichiro Ikebe, Concert “The License of Blaze” (1999 / rev. 2004)
- Ezra Laderman, Concert (1954)
- Marcel Landowski, Concert for Fagot en Strings (1957)
- Lars-Erik Larsson, Concertino, Op. 45, No. 4 (1955)
- Olof Lindgren, Concertino, Op. 56 (1986)
- Elizar Lombaridze, Concert nr. 1 (1971), Concert nr. 2 (1974)
- Ray Luke, Concert voor fagot en orkest/blaasensemble (1965)
- Anatoly Luppov, Concert (1967)
- Mathieu Lussier, Dubbelconcert voor trompet (of fluit) en fagot
- Ernst Mahle, Concertino (1980)
- Peter Maxwell Davies, Strathclydeconcert nr 8 (1993)
- André Mehmari, Concert voor fagot, harp en strijkinstrumenten (2009)
- Chiel Meijering, "Neo-Geo" Concert
- Francisco Mignone, Concertino (1957)
- Oskar Morawetz, Concert (1994)
- Ray Næssén, Concert voor fagot en wind band
- Akira Nishimura, Concert voor fagot, strijkinstrumenten en Percussie "Tapas" (1990)
- Carmelo Pace, Concertino (1987)
- Andrzej Panufnik, Concert (1985) (in memory of Jerzy Popiełuszko)
- Boris Papandopulo, Concert
- Renato Parodi, Concert (1952)
- Jiří Pauer, Concert (1949)
- Johnterryl Plumeri, Concert
- Arthur Polson, Concert
- Amando Blanquer Ponsoda, Concert (1977)
- Primož Ramovš, Concert piccolo
- Augusto Rattembach, Concierto con algo de Tango
- Alan Ridout, Concertino
- Jean Rivier, Concert (1964)
- Nino Rota, Concert (1974–77)
- Marcel Rubin, Concert (1978)
- Harald Sæverud, Concert, Op. 44 (1964)
- Stellan Sagvik, Svensk (ångermanländsk) Concertino, Op. 114e (1982)
- Friedrich Schenker, Concert (1970)
- Gunther Schuller, Concert "Eine Kleine Fagottmusik" (1985)
- Antonio Scontrino, Concert (1920)
- Maurice Shoemaker, Concert (1947)
- Lucijan Marija Škerjanc, Concert (1952)
- Thomas Sleeper, Concert (1993)
- Gunnar Sønstevold, Concertino (1973)
- Michał Spisak, Concert (1944)
- Allan Stephenson, Concert (1990), Concertino voor twee fagotten en orkest (1999)
- Egīls Straume, Concert (1985)
- Stjepan Šulek, Concert (1958)
- Henri Tomasi, Concert (1961)
- Yuzo Toyama, Concert voor fagot, strijkorkest en percussie (1982)
- Marc Vaubourgoin, Concert (1968)
- Joseph Vella, Concert Barocco, Op. 92 (1998)
- Stanley Weiner, Concert, Op. 21 (1969)
- Arthur Weisberg, Concert (1998)
- Alec Wilder, Air voor fagot en strijkorkest (1945)
- John Williams, The five sacred trees (1995)
- Guy Woolfenden, Concert (1999)
- Gerhard Wuensch, Concert (1976)
- Takashi Yoshimatsu, Concert “Unicorn Circuit” (1988)
- León Zuckert, Concert (1976)
- Ellen Taaffe Zwilich, Concert (1992)

## 21e eeuw
- Kalevi Aho, Aho (2004), Contrafagotconcert
- Mark Alburger, Concert, Op. 120 (2004); Trippelconcert voor fagot, contrafagot, harp en orkest Op. 201 (2012)
- Tzvi Avni, Concert (2002)
- John Baboukis, Three walks in Zamalek (Concert voor fagot, klavecimbel en strijkorkest)
- David Beck, Concertino (c2003)
- Judith Bingham, Concert Leonardo voor fagot en dertien strijkinstrumenten, (2012)
- David Chesky, Concert (2006)
- Benoît Dantin, Concert Les Trois Étoiles (2012)
- Jack Curtis Dubowsky, Concert (2005)
- Eric Ewazen, Concert voor fagotconcert en blaasensemble (2002)
- Sebastian Fagerlund, Mana, concert voor fagot en orkest (2014)
- Viktor Fortin, Concertino voor fagot en blaasensemble (2002)
- Dai Fujikura, Concert (2012)
- Michael Gandolfi, Concert (2009)
- Aharon Harlap, Concert (2004)
- Gregor Huebner, African visions, Op. 23 voor fagot en strijkorkest (2004)
- Caleb Hugo, Concert (2009)
- David Ludwig, Pictures from the floating world (voor fagot en orkest) (2013)
- Jouni Kaipainen, Concert, Op. 74 (2005)
- Tõnu Kõrvits, Teispool Päikesevälju (Beyond the Solar Fields) (2004); Concert Vihma laulud vikerkaarele (Rain's Songs to the Rainbow) (2016)

- Claas Matti Julius Krause, Concert voor fagot en kamerorkest (2016)
- Ülo Krigul, Concert Goin' (2014)
- Jeff Manookian, Concert (2008)
- Per Mårtensson, Concert (2002)
- Marjan Mozetich, Concert voor fagot en strijkorkest met Marimba (2003)
- Marc Neikrug, Concert (2013)
- Jaroslav Pelikán, Concertino: Variaties voor fagot, strijkorkest, harp en pauken (2000)
- Jean-Louis Petit, Les Paradis Se Rencontrent, Ils Ne Se Fabriquent Pas Concertino voor fagot en mandoline, orkest met contrabas (2002), Concertino for fagot en orkest
- Nicole Philiba, Nuées Ardentes voor fagot, strijkorkest en percussie (2001)
- Craig Phillips, Concert (2002)
- Gene Pritsker, Concert nr. 1 Essentially Tragic voor versterkte fagot en kamerorkest (2001), Concert nr. 2 Breath of Rhetoric (2013)
- Augusta Read Thomas, Concertino (2013)
- Wolfgang Rihm, Psalmus voor fagot en orkest (2007)
- Franklin Stover, dubbelconcert voor fagot, contrafagot en orkest (2010)
- Eino Tamberg, Concert, Op. 108 (2000)
- Christopher Theofanidis, Concert (1997-2002)
- Joan Tower, Red Maple voor fagot en strijkorkest (2013)
- Erkki-Sven Tüür, Concert (2003)
- Gwyneth Walker, Concert (2000)
- Kenneth Watson, Concert (2015)